# M11 (Belarus)
Die M 11 ist eine Fernstraße in Belarus. Sie führt von Iwazewitschy in nördlicher Richtung über Lida zur litauischen Grenze bei Šalčininkai.

## Geschichte
Diese Straße gehörte zwischen 1921 und 1939 zum Territorium der Zweiten Polnischen Republik und wurde durch das polnische Straßengesetz vom 23. Juni 1921 zur Staatsstraße (droga państwowa) erklärt.

## Verlauf
| 0 km   | Abzweigung von der M 1 bei Iwazewitschy |
| 13 km  | Byzen                                   |
| 41 km  | Slonim                                  |
| 61 km  | Paulawa                                 |
| 69 km  | Kaslouschtschyna                        |
| 91 km  | Dsjatlawa                               |
| 114 km | Beliza                                  |
| 128 km | Bjarosauka                              |
| 136 km | Querung der M 6                         |
| 144 km | Lida                                    |
| 176 km | Woranawa                                |
| 187 km | Benjakoni                               |
|        | litauische Grenze                       |